# The Best of the Doors
The Best of The Doors — второй официальный сборник хитов американской рок-группы The Doors, выпущенный в ноябре 1985 года.
Издание на LP содержит эссе, написанное вторым менеджером коллектива — Дэнни Шюгерманом, в котором он рассуждает о The Doors и личности Джима Моррисона. Среди всех сборников The Doors такого формата, этот стал самым успешным — он разошёлся тиражом в десять миллионов экземпляров, за что получила бриллиантовый диск от RIAA.
В 1991-м и 2006-м годах был сделан ремастеринг сборника.

## Список композиций
Авторство песен сборника — The Doors (Денсмор, Кригер, Манзарек, Моррисон) за исключением обозначенных отдельно.
Диск 1
1. «Break on Through (To the Other Side)» (с англ. — «Прорывайся (на другую сторону)») — 2:27
2. «Light My Fire» (с англ. — «Зажги мой огонь») — 7:07
3. «The Crystal Ship» (с англ. — «Хрустальный корабль») — 2:32
4. «People Are Strange» (с англ. — «Люди — чужие») — 2:09
5. «Strange Days» (с англ. — «Странные дни») — 3:08
6. «Love Me Two Times» (с англ. — «Люби меня дважды») — 3:14
7. «Alabama Song» (с англ. — «Песнь Алабамы») (Brecht, Weill) — 3:18
8. «Five to One» (с англ. — «Пять к одному») — 4:25
9. «Waiting for the Sun» (с англ. — «В ожидании солнца») — 3:58
10. «Spanish Caravan» (с англ. — «Испанский караван») — 2:57
11. «When the Music’s Over» (с англ. — «Когда музыка смолкнет») — 10:56

Диск 2
1. «Hello, I Love You» (с англ. — «Привет, я люблю тебя») — 2:15
2. «Roadhouse Blues» (с англ. — «Блюз придорожного трактира») — 4:02
3. «L.A. Woman» (с англ. — «Женщина из Лос-Анджелеса») — 7:49
4. «Riders on the Storm» (с англ. — «Оседлавшие бурю») — 7:10
5. «Touch Me» (с англ. — «Дотронься до меня») — 3:11
6. «Love Her Madly» (с англ. — «Люби её безумно») — 3:17
7. «The Unknown Soldier» (с англ. — «Неизвестный солдат») — 3:23
8. «The End» (с англ. — «Конец») — 11:42

## Участники записи
- Джим Моррисон — вокал.
- Рэй Манзарек — клавишные.
- Робби Кригер — гитара.
- Джон Денсмор — ударные.
- сессионные музыканты, см. статьи об альбомах